# Louis Bertrandlaan
De Louis Bertrandlaan (Frans: avenue Louis Bertrand) is een laan in de Brusselse gemeente Schaarbeek. De laan loopt van de Sint-Servaaskerk aan de Haachtsesteenweg omlaag naar het Josaphatpark. De laan heeft de vorm van een vork met gebogen tanden, waarvan het zuidelijk deel eindigt bij de Paul Deschanellaan en het noordelijk deel doorloopt tot aan de Lambermontlaan.

## Geschiedenis
De laan is genoemd naar de Belgische politicus, schrijver en schepen van Schaarbeek Louis Bertrand (Sint-Jans-Molenbeek, 1856 - Schaarbeek, 1943).
De laan werd tussen 1904 en 1913 aangelegd. De oude dorpskern van Schaarbeek met de oude Sint-Servaaskerk, die al sinds de jaren 1870 niet meer werd gebruikt, werd in 1905 gesloopt. De kerk werd vervangen door een nieuw gebouw. Een bronzen Bacchanaalvaas van Godefroid Devreese in het midden van de laan geeft nu nog de plaats van het koor van de voormalige kerk aan.

## Onroerend erfgoed en bijzondere gebouwen
Aan de laan is veel beschermd onroerend erfgoed gelegen:
- Nummer 1/2: Huizen, beschermd sinds 23 juli 1992
- Nummer 43: Huis Verhaege, beschermd sinds 13 juli 2006
- Nummer 53-61: Huizen, beschermd sinds 8 mei 2008
- Op de kruising met de Paul Deschanellaan, de Voltairelaan en de Louis Bertrandlaan staat de Mast van Lalaing
- Aan het begin van de Louis Bertrandlaan, bij de Haachtsesteenweg, bevindt zich een wachthuisje voor de tram bij de Sint-Servaashalte, beschermd sinds 20 april 2006

Aan Louis Bertrandlaan 33-35 ligt het Schaarbeeks Biermuseum.
Woontoren Brusilia bevindt zich op de nummers 98-104, op de plaats waar voorheen het Sportpaleis van Schaarbeek stond.
Aan de Louis Bertrandlaan is ook het Crossingstadion gelegen, evenals het Monument R. Bremer.

## Openbaar vervoer
- Tramlijn 7, aan de zijde van de Lambermontlaan
- Bus 59, aan de zijde van de Hermanstraat
- Bus 66, aan de zijde van de Voltairelaan
- Tramlijn 92, aan de zijde van de Haachtsesteenweg